# Hazeus
Hazeus és un gènere de peixos de la família dels gòbids i de l'ordre dels perciformes.

## Taxonomia
- Hazeus elati (Goren, 1984)[2]
- Hazeus maculipinna (Randall & Goren, 1993)[3]
- Hazeus otakii (Jordan & Snyder, 1901)[4][5][6][7][8][9][10]